# لورانس فوكس
لورانس فوكس (بالإنجليزية: Lawrence Fuchs)‏ هو أكاديمي أمريكي، ولد في 29 يناير 1927 في نيويورك في الولايات المتحدة، وتوفي في 17 مارس 2013 في كانتون في الولايات المتحدة.